# Markko Märtin
Markko Märtin (Tartu, 10 novembre 1975) è un pilota di rally estone.
Ha gareggiato nel World Rally Championship dal 2000 al 2005 con Toyota (2000), Subaru (2000 e 2001), Ford (2002 - 2004) e Peugeot (2005).

## Biografia
Dopo due anni di apprendistato con Toyota e Subaru, Märtin approda come secondo pilota alla guida della Ford Focus WRC ufficiale nel 2002. I suoi compagni di squadra sono Colin McRae e Carlos Sainz. Si mette subito in mostra all'Acropolis Rally in Grecia dove lotta per la vittoria ma due forature lo rallentano. Tuttavia al suo primo anno con la Ford Focus WRC ben impressiona terminando nono con 20 punti in classifica.
Il 2003 vede la sua consacrazione: vince l'Acropolis Rally ed è il primo a rompere il dominio scandinavo al Neste Rally in Finlandia. Terminerà la stagione al quinto posto con 49 punti. Il 2004 è la sua stagione migliore: termina secondo al Rally di Montecarlo dietro a Sébastien Loeb e vince la prima edizione del Corona Rally del Messico. Termina poi terzo in Nuova Zelanda e secondo a Cipro. Seguiranno però tre ritiri consecutivi che lo taglieranno fuori dalla lotta per il mondiale, ma a fine stagione si consolerà con due vittorie consecutive al Tamrac Rally di Corsica e al Rally di Catalunya, l'ultima del binomio Märtin/Park. La classifica finale lo vede terzo con 79 punti.

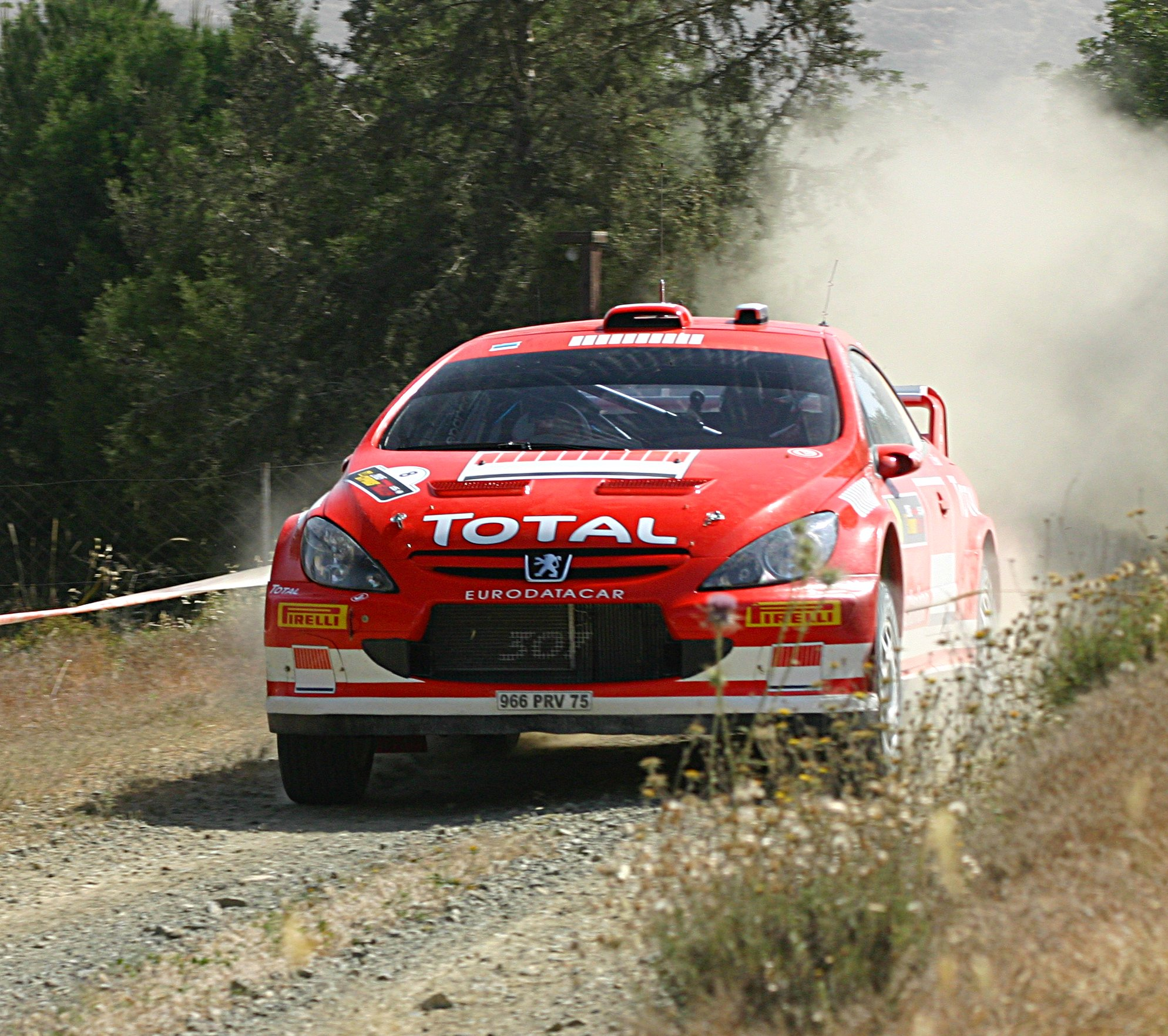
Märtin al Rally di Cipro 2005.

Il 2005 è l'anno del passaggio alla Peugeot che schiera per il secondo anno la Peugeot 307 WRC, sostituendo Harri Rovanperä al fianco di Marcus Grönholm. Nonostante il buon inizio la stagione si è chiusa in tragedia. Non parte bene come il 2004 e non riesce a sottrarsi allo strapotere di Loeb, tuttavia prima del Wales Rally la coppia Märtin/Park era riuscita ad ottenere 4 podi e svariati piazzamenti senza neanche un ritiro (miglior risultato: secondo al Rally di Svezia). In Inghilterra il rally volgeva al termine ma Märtin non aveva vinto nemmeno una speciale. Alla SS15 Magram Park, nell'ultima giornata del Rally, la Peugeot di Märtin si schianta violentemente contro un albero. Nonostante l'estone esca illeso il suo co-pilota muore sul colpo. È il primo incidente mortale in un rally in dieci anni. Le ultime due speciali vengono cancellate e Loeb si fa penalizzare per non vincere il mondiale in un giorno tanto triste. Come risultato Märtin annuncia che salterà le ultime quattro gare della stagione. La classifica finale lo vede quinto con 53 punti.
Comprensibilmente scosso dalla morte del suo co-pilota e amico Michael Park, Märtin si ritira definitivamente dalla scena mondiale passando a gestire un team di junior rally in Estonia.
Tuttavia nel marzo 2006 ha partecipato al Rally del Portogallo su una Subaru Impreza del Gruppo N facendo sperare a un ritorno sulle scene del WRC. Il suo co-pilota era David Senior. Sempre nel 2006 ha corso nel campionato turismo danese con una Honda del team di Hans Hartmann.
Il 2007 ha visto un suo riavvicinamento al mondo WRC: il 15 e 16 dicembre ha vinto il Bettega Memorial Rally presso il Motor Show di Bologna con una Subaru Impreza WRC in versione 2007; i suoi avversari sono stati François Duval, Jan Kopecký e Toni Gardemeister.
Per il 2008 ha firmato un contratto che lo vede collaudatore del Subaru World Rally Team (SWRT) in vista dello sviluppo della nuova Impreza WRC.

## Risultati nel mondiale rally
| 1997 | Scuderia | Vettura                 |  |  |  |  |  |  |  |  |  |     |  |  |  |  |  |  | Punti | Pos. |
| ---- | -------- | ----------------------- |  |  |  |  |  |  |  |  |  | --- |  |  |  |  |  |  | ----- | ---- |
| 1997 |          | Toyota Celica Turno 4WD |  |  |  |  |  |  |  |  |  | Rit |  |  |  |  |  |  | 0     |      |

| 1998 | Scuderia | Vettura               |  |  |  |     |  |  |  |  |  |    |     |  |   |  |  |  | Punti | Pos. |
| ---- | -------- | --------------------- |  |  |  | --- |  |  |  |  |  | -- | --- |  | - |  |  |  | ----- | ---- |
| 1998 |          | Toyota Celica GT-Four |  |  |  | Rit |  |  |  |  |  | 12 | Rit |  | 9 |  |  |  | 0     |      |

| 1999 | Scuderia | Vettura                              |  |   |  |     |  |  |  |   |  |     |  |     |  |   |  |  | Punti | Pos. |
| ---- | -------- | ------------------------------------ |  | - |  | --- |  |  |  | - |  | --- |  | --- |  | - |  |  | ----- | ---- |
| 1999 |          | Ford Escort WRC e Toyota Corolla WRC |  | 8 |  | Rit |  |  |  | 5 |  | Rit |  | Rit |  | 8 |  |  | 2     | 18º  |

| 2000 | Scuderia                                     | Vettura                                 |  |   |  |   |    |  |     |  |    |   |  |     |     |   |  |  | Punti | Pos. |
| ---- | -------------------------------------------- | --------------------------------------- |  | - |  | - | -- |  | --- |  | -- | - |  | --- | --- | - |  |  | ----- | ---- |
| 2000 | Lukoil-E.O.S.Rally e Subaru World Rally Team | Toyota Corolla WRC e Subaru Impreza WRC |  | 9 |  | 7 | 10 |  | Rit |  | 10 | 6 |  | Rit | Rit | 7 |  |  | 1     | 21º  |

| 2001 | Scuderia                | Vettura            |     |    |     |     |  |  |     |  |   |  |     |   |  |     |  |  | Punti | Pos. |
| ---- | ----------------------- | ------------------ | --- | -- | --- | --- |  |  | --- |  | - |  | --- | - |  | --- |  |  | ----- | ---- |
| 2001 | Subaru World Rally Team | Subaru Impreza WRC | Rit | 12 | Rit | Rit |  |  | Rit |  | 5 |  | Rit | 6 |  | Rit |  |  | 3     | 19º  |

| 2002 | Scuderia | Vettura           |    |  |   |   |   |   |   |   |   |   |   |     |   |   |  |  | Punti | Pos. |
| ---- | -------- | ----------------- | -- |  | - | - | - | - | - | - | - | - | - | --- | - | - |  |  | ----- | ---- |
| 2002 | Ford     | Ford Focus RS WRC | 12 |  | 8 | 8 | 8 | 4 | 6 | 4 | 5 | 6 | 5 | Rit | 5 | 2 |  |  | 20    | 9º   |

| 2003 | Scuderia | Vettura           |   |   |   |     |     |   |     |   |   |     |   |     |   |     |  |  | Punti | Pos. |
| ---- | -------- | ----------------- | - | - | - | --- | --- | - | --- | - | - | --- | - | --- | - | --- |  |  | ----- | ---- |
| 2003 | Ford     | Ford Focus RS WRC | 4 | 4 | 6 | Rit | Rit | 1 | Rit | 5 | 1 | Rit | 3 | Rit | 3 | Rit |  |  | 49    | 5º   |

| 2004 | Scuderia | Vettura           |   |   |   |   |   |     |    |     |   |   |   |   |     |   |   |     | Punti | Pos. |
| ---- | -------- | ----------------- | - | - | - | - | - | --- | -- | --- | - | - | - | - | --- | - | - | --- | ----- | ---- |
| 2004 | Ford     | Ford Focus RS WRC | 2 | 7 | 1 | 3 | 2 | Rit | 24 | Rit | 2 | 4 | 3 | 3 | Rit | 1 | 1 | Rit | 79    | 3º   |

| 2005 | Scuderia      | Vettura         |   |   |   |   |   |   |   |   |   |   |   |     |  |  |  |  | Punti | Pos. |
| ---- | ------------- | --------------- | - | - | - | - | - | - | - | - | - | - | - | --- |  |  |  |  | ----- | ---- |
| 2005 | Peugeot Sport | Peugeot 307 WRC | 4 | 2 | 3 | 5 | 4 | 3 | 5 | 8 | 6 | 3 | 4 | Rit |  |  |  |  | 53    | 5º   |

| Legenda | 1º posto | 2º posto | 3º posto | A punti | Senza punti | Ritirato | Squalificato | NP=Non partito C=Gara cancellata | Apice=Power stage |

## Vittorie WRC
| Nr | Evento                                              | Stagione | Co-pilota    | Auto           |
| -- | --------------------------------------------------- | -------- | ------------ | -------------- |
| 1  | 50º BP Ultimate Acropolis Rally of Greece           | 2003     | Michael Park | Ford Focus WRC |
| 2  | 53º Neste Rally di Finlandia                        | 2003     | Michael Park | Ford Focus WRC |
| 3  | 18º Corona Rally México                             | 2004     | Michael Park | Ford Focus WRC |
| 4  | 48º Tour de Corse - Rallye de France                | 2004     | Michael Park | Ford Focus WRC |
| 5  | 40º Rallye Catalunya-Costa Brava (Rallye de España) | 2004     | Michael Park | Ford Focus WRC |